# Mario Zamma
Mario Zamma, pseudonimo di Mario Lomazzo (Sorbo Serpico, 8 luglio 1965), è un comico, cabarettista, umorista e attore italiano.

## Biografia

Mario Zamma (a destra, mentre imita De Mita) al Bagaglino, a inizio anni '90.

Dopo aver studiato pianoforte al conservatorio "Cimarosa" di Avellino, Zamma viene notato giovanissimo da Lello Bersani, che lo lancia come intrattenitore nella trasmissione televisiva di Rai 1 Prisma, settimanale dello spettacolo. Nel 1986 partecipa a Fantastico, con Pippo Baudo, che lo volle anche a Serata d’onore. L’anno dopo lavora con Gino Bramieri nel cast del G. B. Show, in onda su Canale 5.
Successivamente lega la propria carriera al Bagaglino, in particolare come imitatore (celebre la sua interpretazione di Ciriaco De Mita, ma anche di Antonio Di Pietro e Luciano Rispoli); col tempo diviene uno dei membri più rappresentativi degli spettacoli teatrali, televisivi e cinematografici messi in scena dal gruppo, fino al 2011 (anno di scioglimento della compagnia). 
Nel 2017 fa parte dello spettacolo teatrale Gran follia con Pamela Prati, Martufello, Matilde Brandi, Manuela Villa e Enzo Piscopo. Nello stesso anno col Bagaglino ritorna in televisione su Canale 5 con lo spettacolo Magnàmose Tutto!, con Martufello, Carlo Frisi, Demo Mura, Morgana Giovannetti, Pamela Prati, Valeria Marini e Enzo Piscopo.
Ha scritto due libri Malincomico. Poesie dal cuore (2018) e Poesiando io (2021), entrambi per Bertoni Editore. Nel gennaio 2020 ha inoltre ricevuto il riconoscimento “Irpinia Awards, il premio delle eccellenze”. 

## Carriera

### Televisione
- Prisma, settimanale dello spettacolo - Rai 1
- Fantastico (1986) - Rai 1
- Serata d'onore (1986) - Rai 1
- G. B. Show (1987) - Canale 5
- Crème Caramel (1991) - Rai 1
- Saluti e baci (1993) - Rai 1
- Bucce di banana (1994) - Rai 1
- Champagne! (1995) - Canale 5
- Rose rosse (1996) - Canale 5
- Gran Caffè (1998) - Canale 5
- BuFFFoni (2000) - Canale 5
- Saloon (2001) - Canale 5
- Marameo (2002) - Canale 5
- Miconsenta (2003) - Canale 5
- Barbecue (2004) - Canale 5
- Tele fai da te (2005) - Canale 5
- Torte in faccia (2006) - Canale 5
- E io... pago! (2007) - Canale 5
- Gabbia di matti (2008) - Canale 5
- Magnamose tutto! (2017) - Canale 5

### Teatro
- Gran follia, testo e regia di Pier Francesco Pingitore (2017)
- Sbussolati, di Nicola Canonico (2019)
- StraordiMario (2020)
- La presidenta (2020)

### Filmografia
- Senator, regia di Gianfrancesco Lazotti, Serie TV Rai 2 (1992)
- Via del Corso, regia di Adolfo Lippi (2000)

## Libri
- Mario Zamma, Malincomico. Poesie dal cuore, Bertoni Editore, 2018.
- Mario Zamma, Poesiando io, Bertoni Editore, 2021.